# Marc Delafontaine
Marc Abraham Delafontaine (31 de março de 1837/1838 – 1911) foi um químico e espectroscopista suíço que esteve envolvido na descoberta de alguns elementos dos metais de terra-rara, nomeadamente o hólmio, térbio e érbio.

## Carreira
Delafontaine estudou com Jean de Marignac na universidade de Genebra. Delafontaine mudou-se para os Estados Unidos, chegando em Nova Iorque em 1870 e depois obteve a nacionalidade norte-americana. Em 1878, juntamente com Jacques-Louis Soret, ele observou o hólmio espectroscopicamente e em 1879, Per Teodor Cleve o separou do telúrio.